# Franz Renggli
Franz Renggli, född 1 september 1952, är en schweizisk före detta längdskidåkare. Han var aktiv under 1970-talet. Renggli deltog i Olympiska vinterspelen i Innsbruck 1976 där han ingick i Schweiz stafettlag på 4*10 km som kom på femte plats. Individuellt blev han 12:a på 15 km och 18:e på 50 km Han deltog även i Olympiska vinterspelen i Lake Placid 1980. Där kom han på tionde plats på 50 km och 27:a på 15 km. Renggli placerade sig som fyra i Vasaloppet 1976.